# Winnipeg Sea Bears
I Winnipeg Sea Bears sono una società di basket canadese, che partecipa alla Canadian Elite Basketball League (CEBL), con sede a Winnipeg, nel Manitoba.
L'arena di gioco è il Canada Life Centre di Winnipeg.

## Storia
Il 9 novembre 2022 la Canadian Elite Basketball League ha annunciato l'ingresso della decima franchigia del campionato avrebbe avuto sede a Winnipeg.
Il 30 novembre dello stesso anno, la franchigia di Winnipeg ha ufficialmente svelato il proprio marchio, annunciando il nome e il logo.
Inoltre hanno annunciato l'utilizzo del Canada Life Centre come arena di gioco.
Il 14 dicembre i Sea Bears hanno annunciato Mike Taylor come allenatore.
Il 27 maggio 2023, i Winnipeg Sea Bears giocano la partita inaugurale di fronte a 7303 tifosi, superando di quasi 3000 presenze il precedente record del campionato. Hanno vinto la partita contro i Vancouver Bandits con un punteggio di 90–85.

## Roster 2023-2024
Aggiornato al 31 luglio 2023
| Winnipeg Sea Bears | Winnipeg Sea Bears |
| Giocatori          | Staff tecnico      |
| ------------------ | ------------------ |

| N. | Naz.                                          | Ruolo | Nome                | Anno | Alt.   | Peso   |  |
| -- | --------------------------------------------- | ----- | ------------------- | ---- | ------ | ------ |  |
| 3  | Regno Unito (bandiera) · Giamaica (bandiera)  | G     | Jelani Watson-Gayle | 1998 | 185 cm | 79 kg  |  |
| 6  | Canada (bandiera)                             | G     | Michael Okafor      | 1999 | 193 cm | 83 kg  |  |
| 8  | Stati Uniti (bandiera)                        | G     | Teddy Allen         | 1998 | 198 cm | 95 kg  |  |
| 10 | Canada (bandiera)                             | A     | Stephane Ingo       | 1999 | 206 cm | 95 kg  |  |
| 11 | Hong Kong (bandiera) · Regno Unito (bandiera) | G     | Glen Yang           | 1991 | 193 cm | 91 kg  |  |
| 12 | Canada (bandiera)                             | G     | Justus Alleyn       | 1995 | 191 cm | 91 kg  |  |
| 15 | Canada (bandiera)                             | A     | Simon Hildebrand    | 2003 | 206 cm | 107 kg |  |
| 25 | Canada (bandiera) · Palestina (bandiera)      | AG    | Shane Osayande      | 1993 | 201 cm | 96 kg  |  |
| 30 | Stati Uniti (bandiera) · Armenia (bandiera)   | C     | A. J. Hess          | 1994 | 201 cm | 95 kg  |  |
| 31 | Canada (bandiera)                             | G     | Tyler Sagl          | 2000 | 196 cm | 95 kg  |  |
| 33 | Canada (bandiera)                             | C     | Chad Posthumus      | 1994 | 211 cm | 125 kg |  |

| Allenatore |
| - Mike Taylor |
| Assistente/i |
| - Juwan Brown - William Gatchalian - Mike Raimbault - Josh Reddy - Ryan Thomson Legenda - (C) Capitano - (IN) Inattivo - Infortunato Roster |